# یواس‌اس واندو (ای‌تی-۱۷)
یواس‌اس واندو (ای‌تی-۱۷) (به انگلیسی: USS Wando (AT-17)) یک کشتی بود که طول آن ۱۲۳ فوت ۶٫۵ اینچ (۳۷٫۶۵۶ متر) بود. این کشتی در سال ۱۹۱۶ ساخته شد.